# Andreas Felber (Dirigent)
Andreas Felber (* 1983 in Luzern) ist ein Schweizer Dirigent und Sänger. 

## Leben
Aufgewachsen in Luzern, war Felber langjähriges Mitglied der Luzerner Singknaben und erhielt dort ersten Gesangsunterricht. Er studierte Dirigieren und Gesang an der Musikhochschule Luzern und schloss beide Ausbildungen mit Auszeichnung ab. Andreas Felber bildete sich bei verschiedenen Dirigenten in Meisterkursen und Workshops weiter, unter anderen bei Ton Koopman und Johannes Prinz. Außerdem nahm er an Meisterkursen für Gesang bei Margreet Honig, Mariëtte Nollen und Jakob Stämpfli teil. 
Die Schwerpunkte seiner dirigentischen Arbeit liegen in den Bereichen Chormusik und Musiktheater. So war er am Luzerner Theater zu Gast, war in den Jahren 2010 und 2012 musikalischer Leiter der Walensee-Bühne und dirigiert am Stadttheater Sursee.
Seit 2017 ist er Professor an der Hochschule für Musik, Theater und Medien in Hannover und leitete seitdem zunächst den Mädchenchor Hannover in Doppelspitze mit Gudrun Schröfel. Am 1. Januar 2019 übernahm Andreas Felber die alleinige Künstlerische Leitung des Mädchenchores. Er leitet außerdem die Chöre «molto cantabile» und «ProMusicaViva», mit denen er nationale und internationale Erfolge feiern konnte. «molto cantabile» gewann Preise bei verschiedenen internationalen Chorwettbewerben (u. a. Tolosa, Cork, Spittal an der Drau). Seit 2011 dirigiert er außerdem den Schweizer Jugendchor zusammen mit seinem Kollegen Dominique Tille.
Andreas Felber ist musikalischer Leiter des professionellen Davos Festival Kammerchores.